# Bandera Iberdrola
La Bandera Iberdrola fue una competición anual de remo, concretamente de traineras, que se celebró en Pasajes de San Juan (Guipúzcoa) entre los años 2010 y 2014, patrocinada por Iberdrola y organizada por la Sociedad de Remo Koxtape Pasajes de San Juan.

## Historia
La regata se disputaba en la ría del Oyarzun en el tramo comprendido entre el embarcadero de Pasajes de San Juan y la punta Arando Grande, bajo el faro de Senokozulua ya pasada la bocana del puerto. La regata se desarrollaba por el sistema de contrarreloj. Se bogaban cuatro largos y tres ciabogas, dejándolas por babor, lo que totaliza un recorrido de 3 millas náuticas que equivalen a 5556 metros. El intervalo de salida entre traineras era de un minuto.
En las temporadas 2010 a 2013, esta regata fue puntuable para la Liga ACT ya que la normativa de dicha competición exige a los clubes que participan en ella la organización de al menos una regata.
A partir de la temporada de 2014, pasó a disputarse durante las fiestas patronales de Sanjuanes en la pretemporada antes del inicio de las regatas de la Liga ACT.
La edición del año 2015, la Bandera fue adjudicada al club ganador combinando los tiempos de la XXXI Bandera masculina de Pasajes y de la VII Bandera femenina, venciendo el Orio con un tiempo combinado de 30'58".
En el año 2016, se celebró la primera regata de la modalidad femenina estando incluida entre las pruebas puntuables para la Liga Guipuzcoana Femenina de Traineras, y la séptima edición masculina. En el año 2017 la regata dejó de estar patrocinada por Iberdrola pasando a denominarse Bandera Fegemu.

## Categoría masculina

### Historial
| Edición | Año  | Ganador     | Segundo  | Tercero     |
| ------- | ---- | ----------- | -------- | ----------- |
| I       | 2010 | Urdaibai    | Orio     | Astillero   |
| II      | 2011 | Urdaibai    | Kaiku    | Hondarribia |
| III     | 2012 | Kaiku       | Tirán    | Hondarribia |
| IV      | 2013 | Orio        | Kaiku    | Hondarribia |
| V       | 2014 | Orio        | Urdaibai | Hondarribia |
| VI      | 2015 | Orio        | -        | -           |
| VII     | 2016 | Hondarribia | Urdaibai | Orio        |

### Palmarés
| Victorias | Club        | Años             |
| --------- | ----------- | ---------------- |
| 3         | Orio        | 2013, 2014, 2015 |
| 2         | Urdaibai    | 2010, 2011       |
| 1         | Kaiku       | 2012             |
| 1         | Hondarribia | 2016             |

## Categoría femenina

### Historial
| Edición | Año  | Ganador | Segundo | Tercero  |
| ------- | ---- | ------- | ------- | -------- |
| I       | 2016 | Hibaika | Orio    | San Juan |